# Avsikter
Avsikter var en svensk kulturtidskrift som startade sin utgivning 1998. I Avsikter kunde man läsa och själv publicera texter om konsten att skriva. Samtidigt ville tidskriften ge plats åt arbetarlitteratur. Innehållet var mångfald, som reportage, intervju, krönika, kåseri, novell, lyrik och recensioner. Avsikter var en ideell obunden tidskrift och publicerade texter av både kända och okända författare. Tidskriften arrangerade då och då tävlingar, till exempel novelltävling, bildtävling och recensionstävling. Tidskriften lades ned 2014.